# P. G. Sturges
Pour les articles homonymes, voir Sturges.
P. G. Sturges, né Preston G. Sturges Jr. le 22 février 1953 dans le quartier d'Hollywood à Los Angeles, en Californie, est un romancier et scénariste américain, auteur de roman policier.

## Biographie
Il a six ans quand meurt son père, le réalisateur américain de comédies Preston Sturges.
Il grandit dans le monde des stars d'Hollywood. Il travaille un temps dans un sous-marin de la US Navy, puis comme technicien météorologue, avant de signer des scénarios pour la télévision américaine.
En 2011,  à l'âge de 57 ans, il publie son premier roman, L'Expéditif (Shortcut Man), grâce auquel il est lauréat du prix Shamus 2012 du meilleur premier roman. C'est le premier volume d'une série consacrée au détective privé Dick Henry, alias Shortcut Man (L'Expéditif, en français), qui évolue dans la cité des anges.

## Œuvre

### Romans

#### SérieL'Expéditif
- Shortcut Man (2011) Publié en français sous le titre L'Expéditif, Paris, Calmann-Lévy, coll. « Robert Pépin présente... » (2014)  (ISBN 978-2-7021-4457-2)
- Tribulations of the Shortcut Man (2012) Publié en français sous le titre Les Tribulations de l'Expéditif, Paris, Calmann-Lévy, coll. « Robert Pépin présente... » (2016)  (ISBN 978-2-7021-4456-5)
- Angel's Gate (2013) Publié en français sous le titre L'Expéditif à Hollywood, Paris, Calmann-Lévy, coll. « Robert Pépin présente... » (2017)  (ISBN 978-2-7021-5893-7)

### Scénarios
- 1998 : L'Expérience fatale (en) (Host), téléfilm américain réalisé par Mick Garris, scénario original signé Preston Sturges, avec Peter Gallagher
- 2000 : The Darkling, téléfilm américain réalisé par Po-Chih Leong, histoire originale et scénario signés Preston Sturges, avec F. Murray Abraham

## Prix et distinctions

### Prix
- Prix Shamus 2012 du meilleur premier roman pour L'Expéditif (Shortcut Man)[2]